# Internationaux de Strasbourg 2013
L'Internationaux de Strasbourg 2013 è stato un torneo femminile di tennis giocato sulla terra rossa. È stata la 27ª edizione del torneo che fa parte della categoria International nell'ambito del WTA Tour 2013. Si è giocato a Strasburgo in Francia dal 18 al 25 maggio 2013.

## Partecipanti

### Teste di serie
| Nazionalità   | Giocatrice         | Ranking* | Testa di serie |
| ------------- | ------------------ | -------- | -------------- |
| Francia       | Marion Bartoli     | 14       | 1              |
| Austria       | Tamira Paszek      | 29       | 2              |
| Francia       | Alizé Cornet       | 30       | 3              |
| Taipei cinese | Hsieh Su-wei       | 41       | 4              |
| Romania       | Monica Niculescu   | 46       | 5              |
| Stati Uniti   | Christina McHale   | 54       | 6              |
| Sudafrica     | Chanelle Scheepers | 57       | 7              |
| Slovacchia    | Daniela Hantuchová | 61       | 8              |

* Ranking al 13 maggio 2013.

### Altre partecipanti
Giocatrici che hanno ricevuto una Wild card:
- Caroline Garcia
- Virginie Razzano
- Claire Feuerstein

Giocatrici passate dalle qualificazioni:

- Shelby Rogers
- Flavia Pennetta
- Marta Domachowska
- Magda Linette

## Campionesse

### Singolare
Alizé Cornet ha battuto in finale  Lucie Hradecká per 7–6(4), 6-0.
- È il terzo titolo in carriera per Cornet.

### Doppio
Kimiko Date-Krumm /  Chanelle Scheepers hanno battuto  Cara Black /  Marina Eraković per 6-4, 3-6, [14-12].